# Loxley Pacific
Công ty TNHH Loxley Pacific là một công ty Internet của Thái Lan.
Nó đã được mô tả vào năm 2004 là "một trong những công ty viễn thông hàng đầu của Thái Lan".
Cùng với Tập đoàn Bưu chính Viễn thông Triều Tiên, công ty này thành lập Start JV, một liên doanh cung cấp kết nối internet tới Triều Tiên.